# Mohammed Al-Khilaiwi
Mohammed Al-Khilaiwi (ur. 1 września 1971, zm. 13 czerwca 2013) – saudyjski piłkarz występujący na pozycji obrońcy.

## Kariera reprezentacyjna
Uczestnik Mistrzostw Świata 1994 i 1998. Był w kadrze na 3 turnieje Pucharu Azji: 1992, 1996 i 2000. W Japonii 1992 zajął z Arabią Saudyjską 2. miejsce. Cztery lata później na turnieju w Zjednoczonych Emiratach Arabskich odniósł z drużyną narodową triumf. W 3. i ostatnim dla siebie Pucharze Azji Al-Khilaiwi zdobył kolejny srebrny medal. Z kadrą Arabii był też na 4 kolejnych Pucharach Konfederacji. Na pierwszych trzech (1992, 1995, 1997) Arabia Saudyjska gościła jako gospodarz turnieju. Na czwarty ekipa w składzie z Al-Khilaiwi pojechała za zdobycie Pucharu Azji 1996. Z tych turniejów Al-Khilaiwi wywiózł srebro z 1992 roku. Został powołany jako jeden z dwóch zawodników powyżej 23 lat na IO w Atlancie 1996.

## Kariera klubowa
Przez 16 lat kariery reprezentował barwy tylko 2 klubów. Przez 14 sezonów wierny Al-Ittihad, w roku 2003 odszedł do lokalnego rywala Al-Ahli. Tam występował do końca kariery w 2005 roku.